# Богатир (Казахстан)
Богати́р (каз. Богатыр) — село у складі Успенського району Павлодарської області Казахстану. Входить до складу Лозовського сільського округу.
Населення — 260 осіб (2021; 339 у 2009, 750 у 1999, 1136 у 1989).
Національний склад станом на 1989 рік:
- росіяни — 35 %
- українці — 21 %
- німці — 20 %